# Call of Duty: Vanguard
Call of Duty: Vanguard – komputerowa gra akcji z serii Call of Duty wyprodukowana przez amerykańskie studio Sledgehammer Games. Gra została wydana 5 listopada 2021 roku na platformy PC, PlayStation 4, PlayStation 5, Xbox One oraz Xbox Series X/S.

## Fabuła
Call of Duty: Vanguard zostało osadzone w realiach II wojny światowej. Gracz wciela się w czterech różnych bohaterów: Brytyjczyka Arthura Kingsleya, żołnierza 9. batalionu spadochronowego, wysłanego w ramach operacji Overlord do Normandii, radziecką snajperkę Polinę Pietrową walczącą w Stalingradzie, amerykańskiego pilota Wade'a Jacksona z 6. eskadry zwiadowczej uczestniczącej w bitwie o Midway oraz Australijczyka Lucasa Riggsa z 20. batalionu „Szczurów Tobruku” w obronie tego miasta.

## Odbiór
Recenzent czasopisma „CD-Action” przyznał grze ocenę 7/10. Bardzo dobrze ocenił tryb wieloosobowy: mapy, duży wybór uzbrojenia i możliwość ustawienia tempa walki. Do wad zaliczył poziom sztucznej inteligencji i rozwiązania fabularne w kampanii dla pojedynczego gracza. Mimo dostrzeżenia lepszych fragmentów, całość kampanii określił jako naiwną.